# Gleby ornitogeniczne

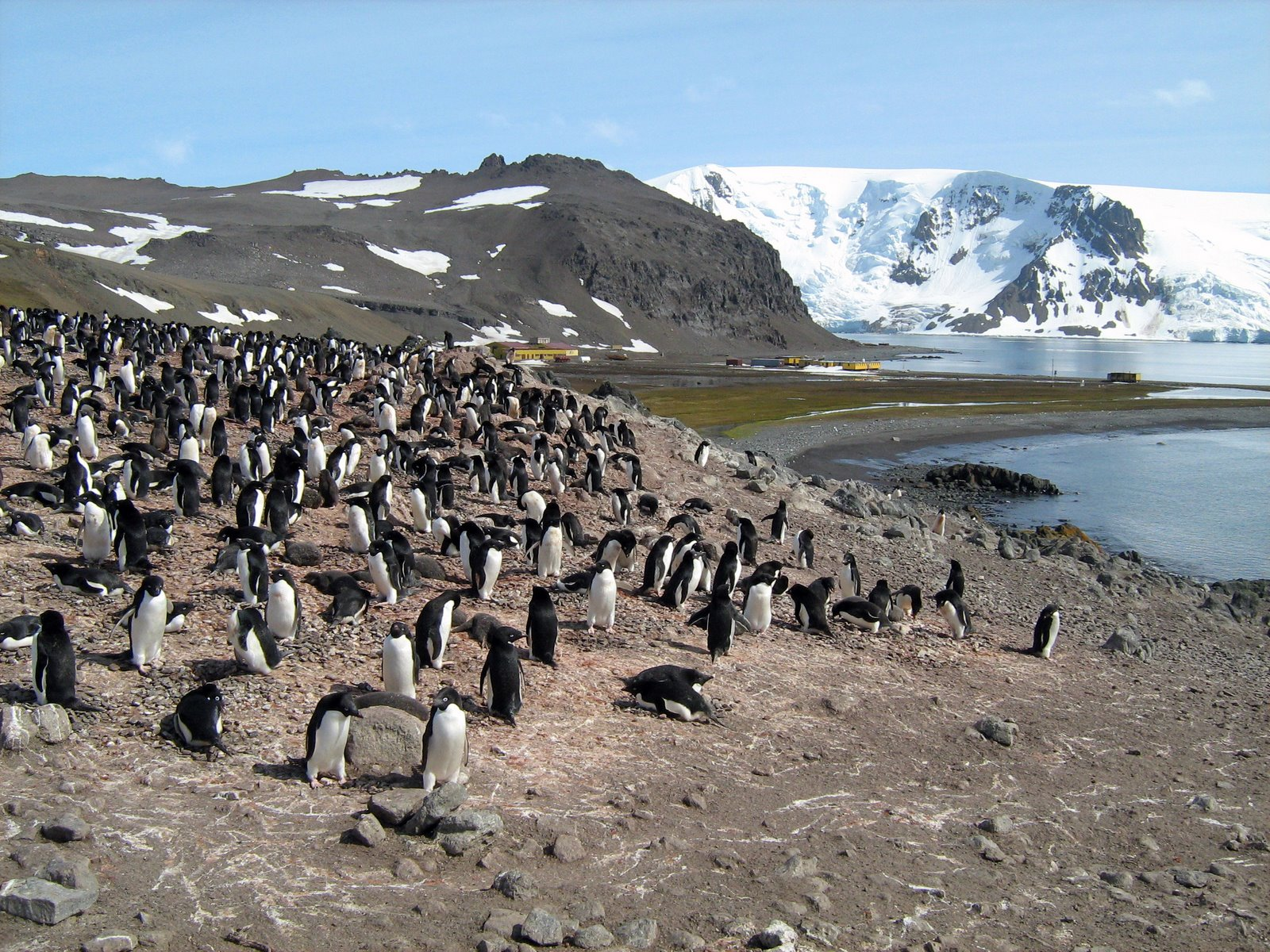
Kolonia lęgowa pingwinów Adeli na masywie Pingwinisko

Gleby ornitogeniczne, gleby ornitogenne – gleby powstałe z materiału naniesionego przez ptaki, zwłaszcza w formie odchodów.
Wprowadzenie pojęcia „ornitogenne” w odniesieniu do gleb zaproponował Jewgienij Syrojeczkowski dla gleb z antarktycznych Wysp Haswella. Następnie glebami ornitogenicznymi zaczęto określać kolejne gleby powstające w regionach podbiegunowych składające się głównie z materiału ptasiego pochodzenia mimo pewnych różnic w ich charakterystyce. 
Klasyfikacja gleb WRB od 2006 wyróżnia materiał ornitogeniczny. Jego cechy to: z jednej strony zawartość szczątków ptaków lub pozostałości ich działalności, w szczególności kości, piór i posortowanego żwiru o podobnym rozmiarze ziaren, a z drugiej zawartość tlenku fosforu (V) ekstrahowanego w jednoprocentowym kwasie cytrynowym na poziomie co najmniej 0,25%. Gleby zawierające na głębokości do 50 cm warstwę takiego materiału o miąższości co najmniej 15 cm kwalifikowane są jako ornithic (oc). W systematyce gleb Polski w grupie odmian wyróżnianych na podstawie cech litogenicznych i pedogenicznych znajduje się odmiana gleb ornitogenicznych (or) odpowiadająca w przybliżeniu cesze ornithic, choć nieco szersza. Obecność żwiru w materiale ornitogenicznym jest również wynikiem działalności ptaków, gdyż tworzące go kamienie dostały się do gleby w tym miejscu jako gastrolity.
W glebach ornitogenicznych notowana jest obecność enzymów typowych dla gleb organicznych. Ze względu na dużą zawartość fosforu powstaje w nich również fosforowodór, choć w mniejszej ilości niż w ornitogenicznych osadach dennych.

## Typowe antarktyczne gleby ornitogeniczne
Ponieważ w oazach antarktycznych gleby, jeżeli w ogóle występują, praktycznie pozbawione są próchnicy, a czasem mają cechy sołonczaków, materiał organiczny występuje tylko tam, gdzie został przyniesiony przez ptaki i ssaki morskie, obejmując też ich odchody. Guano ulega mineralizacji, a tak powstająca gleba ornitogeniczna pokrywa zwietrzelinę, jednak się z nią nie miesza, gdyż w warunkach niskiej temperatury i wilgotności wietrzenie chemiczne jest słabe. Wietrzenie podłoża i przenikanie do niego substancji wypłukanych z gleby może intensywniej zachodzić w warunkach łagodniejszego klimatu. Łatwiej wietrzeniu ulegają zasadowe skały wulkaniczne niż kwaśne skały głębinowe i osadowe. Ze względu na tak luźne powiązanie z podłożem gleby ornitogeniczne powstające na terenie kolonii lęgowych pingwinów często są krótkotrwałe i po jej opuszczeniu przez ptaki ulegają spłukaniu z wodą roztopową lub deszczową do oceanu. W bardziej sprzyjających warunkach morskiej odmiany klimatu na wyspach położonych dalej od kontynentalnej Antarktydy utrzymują się dłużej pod pokrywą roślinną, przy czym dotyczy to raczej opuszczonych kolonii lub ich skraju, jako że pingwiny wydeptują rośliny. Ornitogeniczne gleby w sprzyjających warunkach utrzymują się setki, a nawet tysiące lat po opuszczeniu kolonii przez ptaki.
Długo utrzymujące się pod roślinnością ornitogeniczne gleby wysp antarktycznych mają żółtobrązowy kolor. Gleby Półwyspu Antarktycznego w rejonie aktywnych kolonii pingwinów mają barwę zależną od głębokości i odległości od kolonii. Wierzchnia warstwa guana ma kolor czerwonobrązowy, głębsze gliniaste warstwy są czarne lub szare. Na Wyspie Króla Jerzego górna, organiczna warstwa guana jest czarna, a głębsza warstwa jest beżowa lub brązowa, jeszcze zaś głębsza zaś ciemnobrązowa. Z kolei gleby na samej plaży mają mniej warstw i są jasnożółte.
W różnych warstwach gleb ornitogenicznych znajdują się kamienie (otoczaki) i wytrącające się z ornitogenicznego materiału kryształy fosforanów: apatytu, hydroksyapatytu, fluoroapatytu i struwitu w warstwach płytszych oraz leukofosfitu w głębszych. W płytkiej warstwie znajdują się też moczany. W zależności od diety ptaków w ich guanie znajdują się różne szczątki zwierząt – w przypadku pingwinów to w większości szczątki kryli, bogate w chitynę, co upodabnia je do guana owadożernych nietoperzy, podczas gdy w przypadku kormoranów to szczątki ryb. Różnice te skutkują również innym zestawem wytrącających się minerałów – w glebie kolonii kormoranów występuje brushyt.

## Inne rodzaje gleb pod wpływem działania ptaków
Odmienną od typowych charakterystykę mają gleby ornitogeniczne również powstające w koloniach pingwinów, ale w znacznej mierze z pierza. Są one uboższe w fosforany, jak również wapń, magnez czy stront, niż typowe gleby ornitogeniczne powstałe głównie z guana.
Poza rejonami polarnymi również występują gleby w znacznej mierze budowane przez materiał naniesiony przez ptaki, jednak nie zawsze spełniają wymagane kryteria diagnostyczne materiału ornitogenicznego i grubości jego warstwy. W koloniach lęgowych czapli czy kormoranów oraz noclegowiskach krukowatych duża ilość ptasich odchodów i szczątków może nie wystarczać do utrzymania wystarczającej ilości fosforu w glebie, na farmach gęsich z kolei warstwa materiału bogatego w fosfor jest zwykle dość cienka i nie zawiera gastrolitów.
Cechy diagnostyczne gleb organicznych (histosoli) o cechach zarówno lignic (zawierające nie do końca rozłożone drewno), jak i ornithic (obecność materiału pochodzenia ptasiego, odpowiednia miąższość i zawartość P2O5), ma zawartość gniazd bociana białego. Stwierdzono w niej występowanie organizmów glebowych i typową ich aktywność enzymatyczną. Stąd również ona jest określana jako specyficzna gleba ornitogeniczna.